# Distretto di Kayunga
Il distretto di Kayunga è un distretto dell'Uganda, situato nella Regione centrale.
Questo distretto confina a nord con il distretto di Kamuli, a est con Jinja e a ovest con il fiume Nilo che lo separa dal distretto di Nakasongola.